# Metropolia Castries
Metropolia Castries – metropolia obrządku łacińskiego w Kościele katolickim położona w Ameryki Północnej.

## Geografia
Metropolia Castries obejmuje swoim zasięgiem obszar południowych Karaibów, w tym: Anguillę, Antiguę i Barbudę, Brytyjskie Wyspy Dziewicze, Dominikę, Grenadę, Montserrat, Saint Kitts i Nevis i Saint Lucia.

## Historia
- 18 grudnia 1974 r.: założenie metropolii Castries na mocy decyzji papieża Pawła VI[1].

## Skład metropolii
- Archidiecezja Castries
- Diecezja Roseau
- Diecezja Saint George's na Grenadzie
- Diecezja Saint John’s – Basseterre